# Arene venustula
Arene venustula is een slakkensoort uit de familie van de Areneidae. De wetenschappelijke naam van de soort is voor het eerst geldig gepubliceerd in 1936 door Aguayo & Rehder.